# クニーン
クニーン (Knín) は、チェコ南部南ボヘミア州の村である。西部に隣接するコチーンなどと共に基礎自治体 (Obec) テメリーンを形成している。
村の面積は6.1平方キロメートル (2.4 sq mi)ほど。人口は3人（2011年調査）である。歴史上、クニーンの記録は1367年より存在している。村には14世紀からの歴史を持つビーショフ砦があり、文化財として観光資源になっている。